# MC Miker G & Deejay Sven
MC Miker G & Deejay Sven war ein Hip-Hop-Duo aus den Niederlanden, das aus Lucien Witteveen (MC Miker G) und Sven van Veen (Deejay Sven) bestand. 1986 hatten die beiden mit einer Rapversion von Madonnas Hit Holiday einen internationalen Erfolg.

## Biografie
Witteveen und Van Veen lernten sich 1986 in einer Diskothek in Hilversum kennen. Hier entstand die Idee für eine Coverversion des Madonna-Hits. Die Single Holiday Rap wurde zu einem internationalen Erfolg. In Deutschland hielt sich der Song im August und September fünf Wochen an der Spitze der Charts. Mit der Nachfolgesingle Celebration Rap, einer Rap-Version von Celebration von Kool & the Gang, konnten die beiden diesen Erfolg nicht mehr wiederholen, erreichten in Deutschland, Österreich und der Schweiz aber immerhin die Top-40.
1987 begannen die beiden eine großangelegte Europatournee. Während DJ Sven danach weiter als Disc-Jockey arbeitete, ging MC Miker G nach New York City, um dort ein Soloalbum aufzunehmen. Mit der Single Nights Over New York erreichte er zumindest in seiner Heimat die Charts. Im Jahr darauf, 1989, nahm das Duo zusammen mit Peter Koelewijn eine Hip-Hop-Version dessen Rock-’n’-Roll-Klassikers Kom van dat dak af auf. Auch dieser Song verkaufte sich in den Niederlanden erfolgreich.
Danach führten die Wege der beiden auseinander. DJ Sven arbeitete als Radio-DJ bei Radio Veronica und BNN. Heute ist Sven van Veen Radio-DJ auf Radio 10. In seiner Radioshow Sven's Classix ist u. a. Ben Liebrand ein häufiger Gast MC Miker G blieb weiterhin im Musikgeschäft aktiv, jedoch ohne nennenswerte Erfolge.

## Diskografie

### Alben
Soloalben von Miker G
- 1987: I’m a B-Bone
- 1990: Flexible Movements
- 1990: Turning Point of the White Tornado

### Singles
| Jahr | Titel Album                | Höchstplatzierung, Gesamtwochen/‑monate, AuszeichnungChartplatzierungen (Jahr, Titel, Album, Platzierungen, Wochen/Monate, Auszeichnungen, Anmerkungen) | Höchstplatzierung, Gesamtwochen/‑monate, AuszeichnungChartplatzierungen (Jahr, Titel, Album, Platzierungen, Wochen/Monate, Auszeichnungen, Anmerkungen) | Höchstplatzierung, Gesamtwochen/‑monate, AuszeichnungChartplatzierungen (Jahr, Titel, Album, Platzierungen, Wochen/Monate, Auszeichnungen, Anmerkungen) | Höchstplatzierung, Gesamtwochen/‑monate, AuszeichnungChartplatzierungen (Jahr, Titel, Album, Platzierungen, Wochen/Monate, Auszeichnungen, Anmerkungen) | Höchstplatzierung, Gesamtwochen/‑monate, AuszeichnungChartplatzierungen (Jahr, Titel, Album, Platzierungen, Wochen/Monate, Auszeichnungen, Anmerkungen) | Anmerkungen                                                          |
| Jahr | Titel Album                | DE | AT | CH | UK | NL | Anmerkungen                                                          |
| ---- | -------------------------- | --- | --- | --- | --- | --- | -------------------------------------------------------------------- |
| 1986 | Holiday Rap –              | DE1 (15 Wo.)DE | AT2 (2½ Mt.)AT | CH1 (10 Wo.)CH | UK6 (7 Wo.)UK | NL1 (12 Wo.)NL | Erstveröffentlichung: Juni 1986                                      |
| 1987 | Celebration Rap –          | DE30 (8 Wo.)DE | AT29 (½ Mt.)AT | CH28 (4 Wo.)CH | UK97 (2 Wo.)UK | NL8 (7 Wo.)NL | Erstveröffentlichung: 1986                                           |
| 1987 | Don’t Let the Music Stop – | — | — | — | — | NL33 (3 Wo.)NL | nur MC Miker G                                                       |
| 1989 | Nights Over New York –     | — | — | — | — | NL15 (6 Wo.)NL | MC Miker G & DJ Sven starring: Mc Miker G                            |
| 1989 | Kom van dat dak af –       | — | — | — | — | NL20 (6 Wo.)NL | Erstveröffentlichung: Mai 1989 Peter Koelewijn mit Miker G & DJ Sven |
| 1990 | Show’m the Bass –          | — | — | — | UK92 (2 Wo.)UK | NL24 (4 Wo.)NL | nur MC Miker G                                                       |

Weitere Singles
- 1988: And the Bite Goes On
- 1989: This Dance Is Yours
- 1991: Holiday Rap ’91
- 1991: Dance Your Ass Off (R. T. Z. (Return to Zero) feat. Miker G)
- 1994: Let’s Ride
- ????: GMT One

Solosingles von Miker G
- 1985: First Attack
- 1986: L. A. Against N. Y. / N. Y. Against L. A. (Mr Holiday feat. MC Miker G)
- 1990: Backseat Betty
- 1990: Big House (We’ve Got the Juice)
- 1991: Burn the House Down (Anika feat. MC Miker G)
- 1991: Flexible Movements
- 1992: Feels so Good
- 1996: Klaar of Niet (De Foetsie’s feat. Miker G)
- 1997: Catching the Stars (Daddy’s Little Girl starring Angel & Miker G)
- 1999: Party (Pinball feat. MC Miker)
- 2001: Lay Down the Beats (Groove Buster feat. MC Miker G)
- 2003: Da Beat Goes -Reanimated-(DJ Red 5 vs. MC Miker G)

## Auszeichnungen für Musikverkäufe
| Silberne Schallplatte - Frankreich - 1986: für die Single Holiday Rap Platin-Schallplatte - Spanien - 1987: für die Single Holiday Rap |

| Land/RegionAuszeichnungen für Musikverkäufe (Land/Region, Auszeichnungen, Verkäufe, Quellen) | Silber  | Gold | Platin  | Verkäufe | Quellen       |
| -------------------------------------------------------------------------------------------- | ------- | ---- | ------- | -------- | ------------- |
| Frankreich (SNEP)                                                                            | Silber1 | —    | —       | 250.000  | infodisc.fr   |
| Spanien (Promusicae)                                                                         | —       | —    | Platin1 | 50.000   | mediafire.com |
| Insgesamt                                                                                    | Silber1 | —    | Platin1 |          |               |